# El Refugio, Baja California
El Refugio är en ort i Mexiko.   Den ligger i kommunen Playas de Rosarito och delstaten Baja California, i den nordvästra delen av landet, 2 300 km nordväst om huvudstaden Mexico City. El Refugio ligger 123 meter över havet och antalet invånare är 204.
Terrängen runt El Refugio är kuperad åt nordost, men åt sydväst är den platt. Havet är nära El Refugio åt sydväst.  Närmaste större samhälle är Rosarito, 12,3 km nordväst om El Refugio. Omgivningarna runt El Refugio är i huvudsak ett öppet busklandskap.